# 伊波拉河
伊波拉河（Ebola River）是非洲中部的河流，屬於剛果民主共和國北部剛果河支流蒙加拉河的河源上游。伊波拉病毒是以伊波拉河命名。